# Белевська Олена Василівна
Олена Василівна Белевська (до шлюбу Мітяєва, 11 жовтня 1963 року, Євпаторія) — колишня радянська та білоруська легкоатлетка, а нині тренер, що спеціалізується у стрибках у довжину.
Срібна призерка чемпіонату світу 1987 року. Бронзовий призер чемпіонату світу у приміщенні 1987 року. Бронзовий призер чемпіонату Європи у приміщенні 1987 року. Срібний призер Ігор доброї волі 1986 року. Учасниця літніх Олімпійських ігор 1988 року. Дворазова чемпіонка СРСР (1986, 1987).

## Біографія
Ексрекордсменка СРСР у стрибку в довжину — 7,39 м (1987). Чинна рекордсменка Білорусії.
Олена Василівна Мітяєва народилася 11 жовтня 1963 року у Євпаторії. Почала займатися легкою атлетикою у 10 років. До 20 років тренувалася у спортивній школі «Авангард» під керівництвом Ніни Абакумової. У 1984 році отримала звання майстра спорту СРСР міжнародного класу. Потім вийшла заміж за Сергія Белевського і переїхала до Білорусії, де жила до 1992 року і тренувалася у Валерія Буніна.
1992 року разом із чоловіком переїхала до станиці Кущовської. 1999 року в них народилася дочка Маргарита, через рік — син Андрій, а 2001 року — двійнята Любов і Галина.
Наразі Олена Василівна працює тренером з легкої атлетики в кущівській ДЮСШ.

## Основні результати

### Міжнародні
| Рік  | Змагання                                 | Місце проведення       | Місце | Результат |
| ---- | ---------------------------------------- | ---------------------- | ----- | --------- |
| 1986 | Ігри доброї волі                         | Москва, СРСР           | 2     | 7,17 м    |
| 1986 | Чемпіонат Європи                         | Штутгарт, ФРН          | 7     | 6,58 м    |
| 1987 | Чемпіонат з легкої атлетики у приміщенні | Льовен, Франція        | 3     | 6,76 м    |
| 1987 | Чемпіонат світу у приміщенні             | Індіанаполіс, США      | 3     | 6,76 м    |
| 1987 | Чемпіонат світу                          | Рим, Італія            | 2     | 7,14 м    |
| 1988 | Літні Олімпійські ігри                   | Сеул, Республіка Корея | 4     | 7,04 м    |
| 1991 | Чемпіонат світу                          | Токіо, Японія          | 8     | 6,69 м    |

### Національні
| Рік  | Змагання                    | Місце проведення | Місце | Результат |
| ---- | --------------------------- | ---------------- | ----- | --------- |
| 1985 | Чемпіонат СРСР              | Ленінград        | 3     | 7,00 м    |
| 1986 | Чемпіонат СРСР у приміщенні | Москва           | 2     | 6,96 м    |
| 1986 | Чемпіонат СРСР              | Київ             | 1     |           |
| 1987 | Чемпіонат СРСР              | Брянськ          | 1     | 7,39 м    |